# Bouteille et Poissons
Bouteille et Poissons est un tableau réalisé par le peintre français Georges Braque durant l'automne 1910 à L'Estaque. Cette huile sur toile est une nature morte cubiste représentant une bouteille et des poissons sur une table à tiroir. Elle est conservée à la Tate Liverpool, à Liverpool.